# Szalai Attila (labdarúgó, 1998)

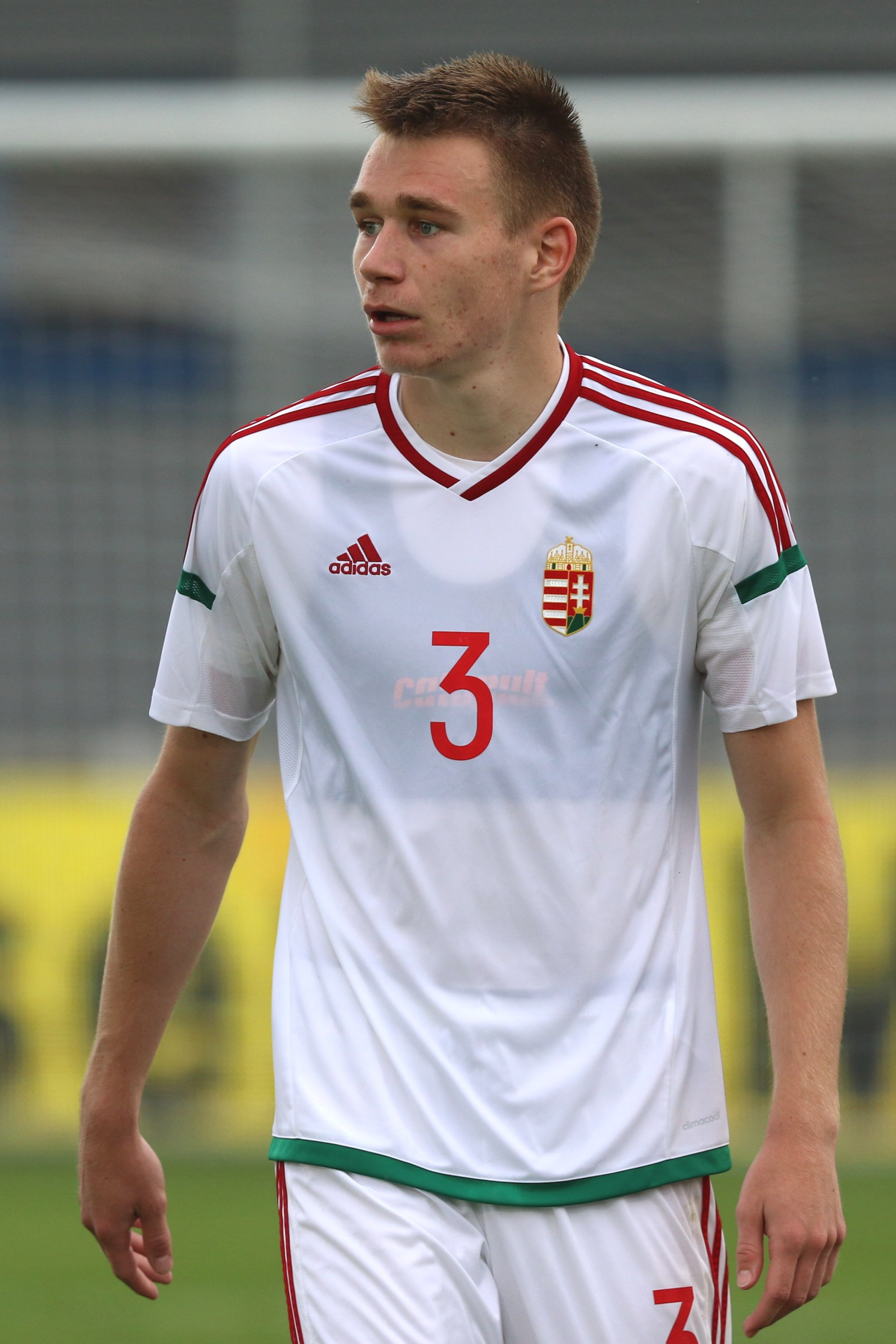
Az Ausztria elleni U-21-es barátságos mérkőzésen, 2017. június 12-én

Szalai Attila Árpád (Budapest, 1998. január 20. –) magyar válogatott labdarúgó, hátvéd. A Süper Ligben szereplő Kasımpaşa játékosa kölcsönben a Hoffenheim csapatától.
Édesapja, idősebb Szalai Attila szintén válogatott labdarúgó volt, jelenleg utánpótlásedzőként dolgozik.

## Pályafutása

### Klubcsapatokban

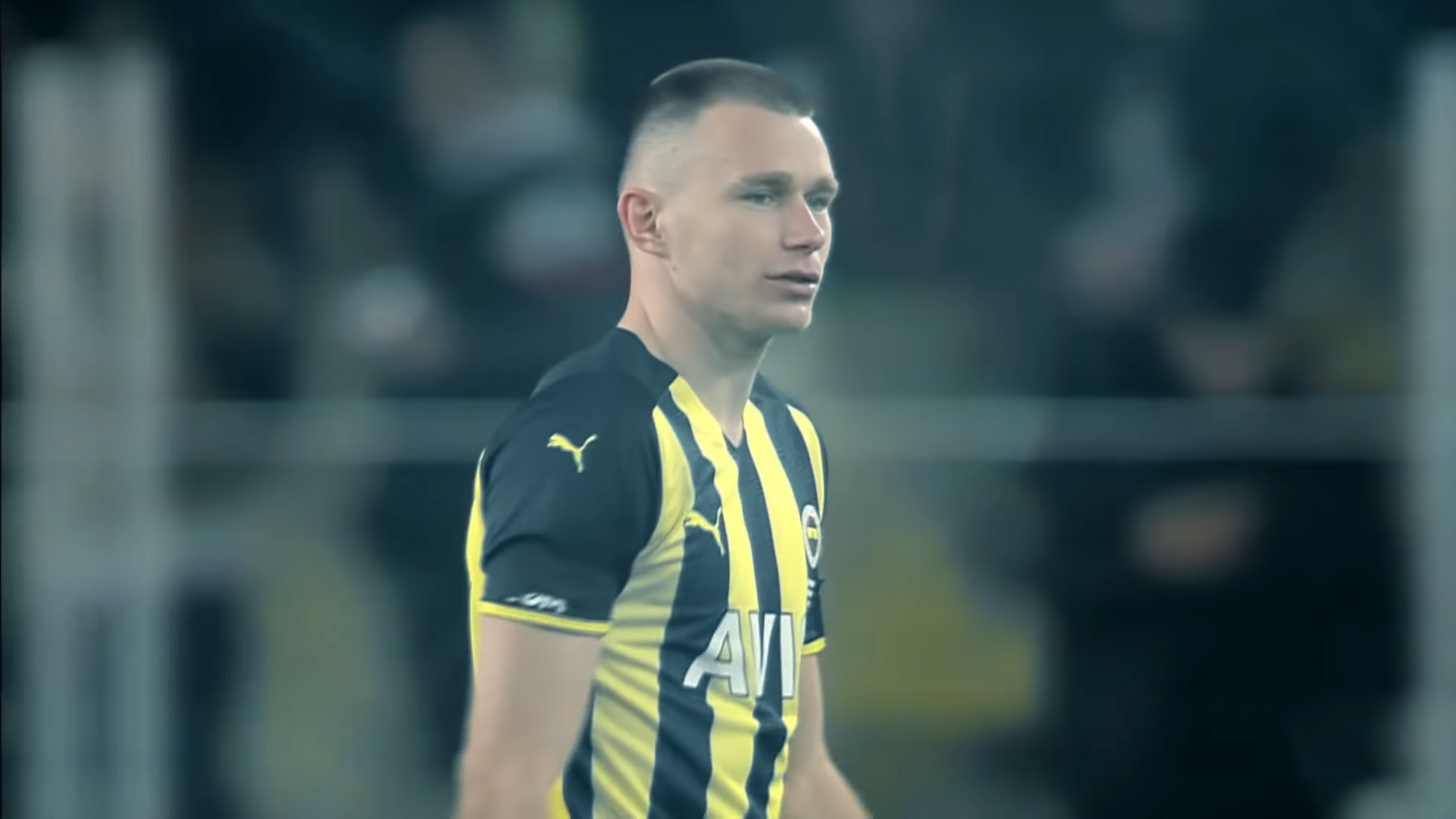
Fenerbahçe mezben (2021)

Gödön kezdett el futballozni, majd Vácra, később pedig a Vasas SC utánpótlás csapatához került. 2012-ben hívta az osztrák Rapid Wien, majd egy hét próbajáték után szerződtették. Előbb a klub ifjúsági, majd tartalékcsapatában játszott, a harmadosztályban, majd felkerült a nagy csapathoz, melynek színeiben 2016 május 14-én mutatkozott be az Admira elleni 1-1-es bajnokin.
2017. július 1-jén bejelentették, hogy három évre aláírt a Mezőkövesdi SE együtteséhez. A magyar élvonalban két idény alatt 41 mérkőzésen két gólt szerzett a klub színeiben.

#### Apóllon Lemeszú
2019 nyarán a ciprusi Apóllon Lemeszú igazolta le.
A ciprusi csapatban tétmérkőzésen július 11-én debütált. A félidőben csereként állt be a litván Žalgiris elleni Európa-liga selejtező-mérkőzésen, amit csapata 2–0-ra megnyert. A párharc visszavágóján megszerezte első gólját is új csapatában. A következő fordulóban az ír Shamrock Rovers elleni visszavágón szintén eredményes volt, csapata 3-1-re győzött és továbbjutott. A 2019-2020-as szezonban tizennégy bajnokin lépett pályára.
A 2020–2021-es idényben a második fordulóban az Ermisz ellen szerezte meg első gólját a ciprusi élvonalban. 2020 novemberében a török Galatasaray érdeklődött szerződtetése felől. A bajnokság 18. fordulójában öngólt vétett az Omónia ellen 2–1-re elvesztett találkozón. Idénybeli második gólját a bajnokság 19. fordulójában szerezte, az Ethnikosz Ahna ellen 4–1-re megnyert bajnokin. A szezon első felében tizenkilenc tétmérkőzésen három-három gólt és gólpasszt jegyzett a ciprusi csapatban.

#### Fenerbahçe
2021. január 17-én a török Fenerbahçe szerződtette. Szalai négy és fél évre szóló szerződést írt alá az isztambuli klubhoz, amely sajtóhírek szerint 2,3 millió eurót fizetett érte az Apóllonnak. Január 25-én lépett először pályára a Kayserispor elleni bajnokin, amelyen 3–0-s győzelmet szereztek hazai környezetben. A találkozót végigjátszotta, a török sportsajtó pedig csapata egyik legjobbjaként jellemezte a találkozót követően.
Február 6-án a Galatasaray elleni 0–1-re elvesztett isztambuli rangadón végigjátszotta az összecsapást.
2021. március 8-án lőtte első gólját a török élvonalban, a Süper Lig 29. fordulójában a Konyaspor ellen 3–0-ra megnyert találkozón. Második bajnoki gólját a 35. fordulóban szerezte az İstanbul Başakşehir ellen 2–1-re megnyert mérkőzésen. 2021. április 25-én a Kasımpaşa ellen 3–2-re megnyert mérkőzésen a 40. percben fejjel volt eredményes. Teljesítményével több európai élcsapat, így sajtóhírek szerint a Leicester City és a Sevilla érdeklődését is felkeltette.

##### 2021–22
Augusztus 15-én első tétmérkőzését a bajnokság – nyitófordulójában az Adana Demirspor ellen játszotta, négy nap múlva pályára lépett az Európa Liga selejtezőjében a HJK Helsinki ellen, mind a két mérkőzés 1–0-s győzelemmel végződött.
Szeptember 16-án az Európa Liga főtábláján az Eintracht Frankfurt ellen, karrierje során először lépett pályára hivatalos nemzetközi mérkőzésen.
December 5-én két gólpasszt jegyzett a Rizespor elleni 4–0-s győztes bajnokin.
2022. január 10-én lépett pályára 50. alkalommal a klub színeiben, az Adana Demirspor elleni 1–2-es bajnokin. Február 17-én karrierje során első alkalommal bemutatkozott a Konferencia Ligában, egy 2–3-as hazai mérkőzésen a Slavia Praha ellen.
Február 28-án, a bajnokság 27. fordulójában a Kasımpaşa ellen a 91. percben győztes gólt szerzett, beállítva ezzel a 2–1-es végeredményt.
Az 50. bajnoki mérkőzésén, április 10-én lépett pályára a Galatasaray SK elleni 2–0-s bajnokin, az utolsó percekben csereként állt be.

##### 2022–23
Július 20-án játszotta első tétmérkőzését a Bajnokok Ligája selejtezőkörében a Dinamo Kiev ellen, a következő heti; 2–1-re elvesztett visszavágón egyenlítőgólt szerezte a 88. percben, Lincoln szögletét fejelte nagy erővel a kapu közepébe. Augusztus 4-én az Európa Liga selejtezőjében a cseh Slovacko, négy nappal később, a bajnokság – nyitófordulójában az Ümraniyespor elleni 3–3-s találkozón lépett pályára az idényben.
Október 9-én a Karagümrük elleni 5–4-s mérkőzés utolsó perceiben a győztes gólt készítette elő, amit Michy Batshuayi értékesített.
December 20-án lépett pályára török kupamérkőzésen, az Istanbulspor ellen.
2023. január 23-án második asszisztját szerezte az Ümraniyespor ellen, amit szintén Michy Batshuayi értékesített.
Február 2-án játszotta 100. mérkőzését a Fener színeiben, az Adana Demirspor otthonában.
Február 25-én a második gólját a Konyaspor elleni 4–0-s bajnoki 78. percében szerezte, Miguel Crespo beadását a kapu bal oldalába fejelte beállítva a végeredményt. Április 10-én győztes gólt fejelt a Fatih Karagümrük ellen a török élvonalbeli labdarúgó-bajnokság 28. fordulójában. Június 11-én az Izmirben rendezett fináléban 2–0-ra győztek a Başakşehir ellen, török kupagyőzelmet ünnepelhettek. Szalai végigjátszotta a kupadöntőt.

#### TSG 1899 Hoffenheim
2023. július 24-én négyéves szerződést írt alá a német Hoffenheim csapatával.
A 2023–2024-es idény első tétmérkőzésén debütált a klub színeiben, csereként a VfB Lübeck ellen 4–1-re megnyert Német Kupa-mérkőzésen, a második félidő elején Ozan Kabakot váltva. A Bundesliga 1. fordulójában kezdőként kapott lehetőséget a Freiburg elleni hazai bajnokin. Csapata 2–1-es vereséget szenvedett, Szalai a 39. percben öngólt vétett, a félidőben pedig lecserélték.

#### Freiburg(kölcsönben)
2024. január 21-én a szezon végéig kölcsönbe került a Freiburg csapatához, ahol mindössze három mérkőzésen játszott.

#### Standard Liège(kölcsönben)
2025. január 12-én a belga élvonalban szereplő Standard Liège-hez került kölcsönbe a szezon végéig. Január 26-án mutatkozott be új csapatában a Dender elleni bajnokin, a Jupiler Pro League 23. fordulójában. Dennis Eckertet váltotta a 84. percben.

#### Kasımpaşa(kölcsönben)
2025. július 11-én kölcsönvette a török élvonalbeli klub, a 2025–2026-os idényre. Augusztus 9-én debütált új csapatában, amikor kezdőként végigjátszotta az Antalyaspor ellen 2–1-re elveszített mérkőzést.

### A válogatottban

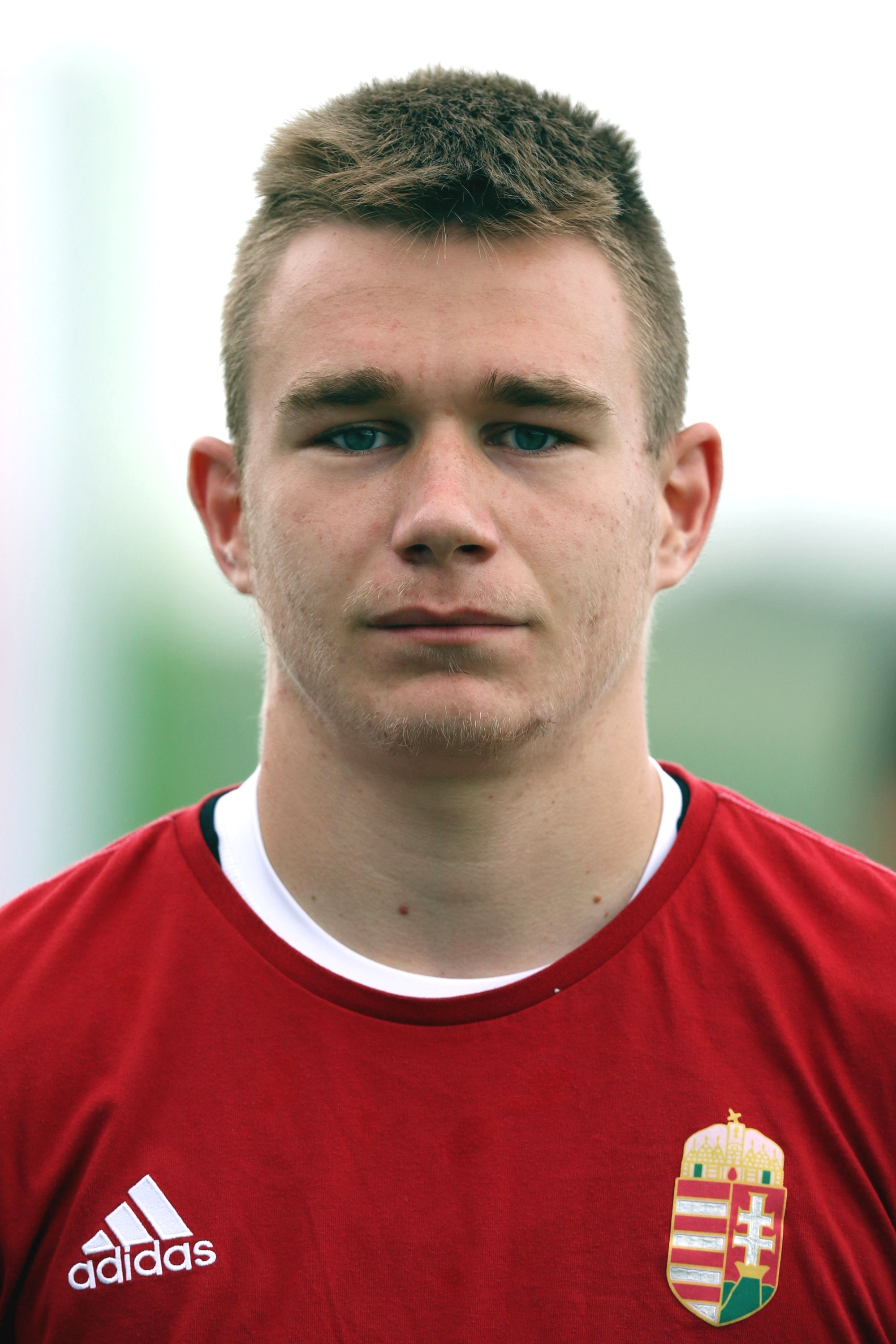
2017-ben

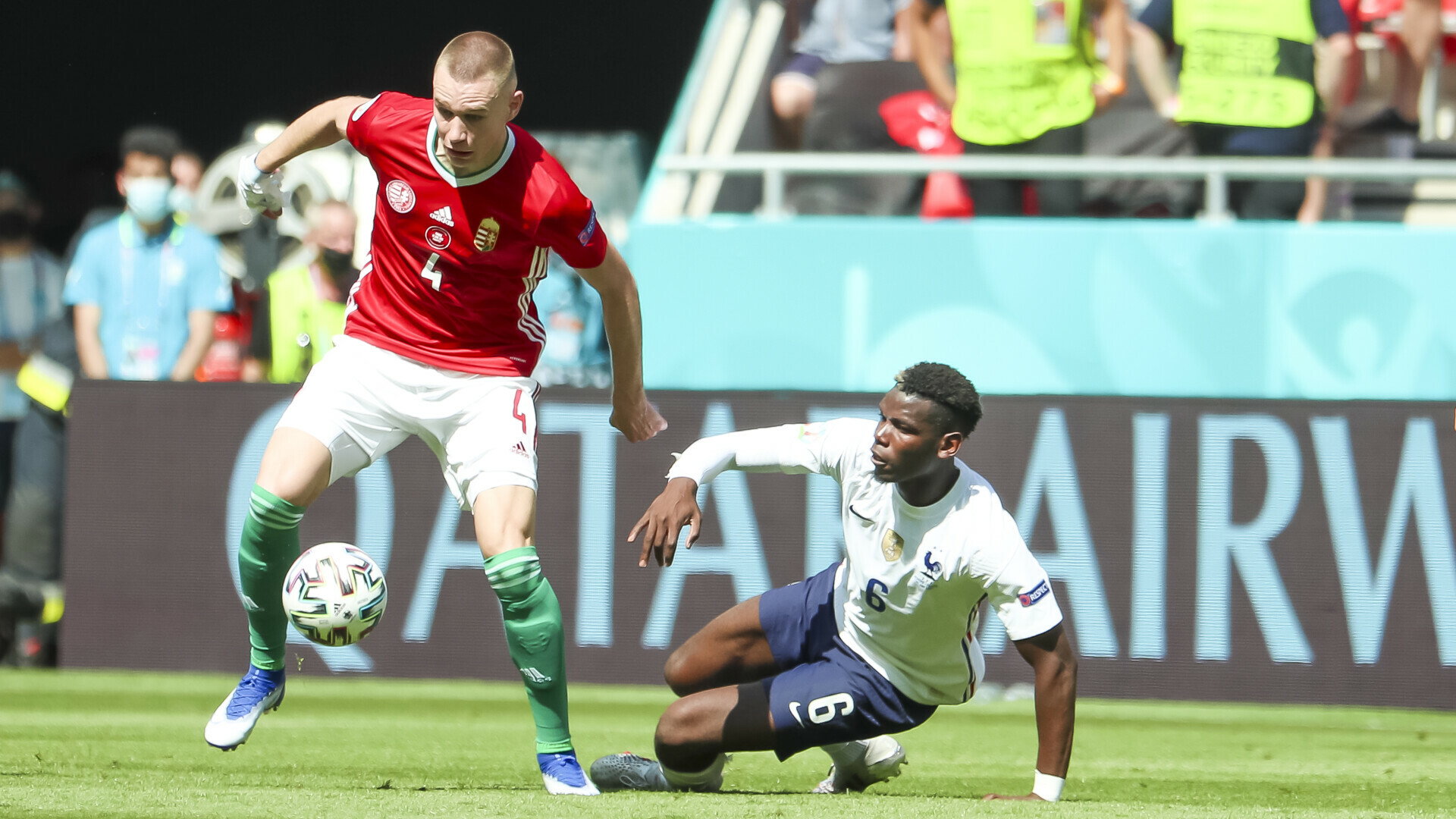
Szalai és Pogba csatája a 2021-es kontinenstornán

2014 és 2019 között a magyar utánpótlás válogatottakban játszott. 2019-ben Gera Zoltán irányítása alatt az U21-es válogatott csapatkapitányi tisztségét is betöltötte.
2019 novemberében meghívót kapott Marco Rossi szövetségi kapitánytól az Uruguay elleni barátságos és a walesi válogatott elleni Európa-bajnoki selejtező mérkőzésekre készülő magyar válogatott 28 fős keretébe. Az Uruguay elleni találkozón mutatkozott be a nemzeti csapatban, majd 2020-ban alapember lett az Európa-bajnoki szereplést kiharcoló válogatottban. 2021. június 1-jén Marco Rossi szövetségi kapitány nevezte őt a magyar válogatott Európa-bajnokságra készülő 26 fős keretébe. A kontinenstornán a magyar válogatott mindhárom csoportmérkőzését végigjátszotta.
2022. november 17-én 30. mérkőzésén szerezte első gólját magyar színekben Luxemburg vendégeként, a 2–2-s találkozó második gólját a 25. percben szerezte Willi Orbán beadását követően.

## Statisztika

### Klubcsapatokban
2025. augusztus 18-i állapot szerint.
| Klub                        | Szezon           | Bajnokság            | Bajnokság | Bajnokság | Kupa  | Kupa  | Nemzetközi | Nemzetközi | Egyéb | Egyéb | Összes | Összes |
| Klub                        | Szezon           | Liga                 | Mérk.     | Gólok     | Mérk. | Gólok | Mérk.      | Gólok      | Mérk. | Gólok | Mérk.  | Gólok  |
| --------------------------- | ---------------- | -------------------- | --------- | --------- | ----- | ----- | ---------- | ---------- | ----- | ----- | ------ | ------ |
| Rapid Wien II               | 2015–16          | Osztrák Regionalliga | 20        | 1         | —     | —     | —          | —          | —     | —     | 20     | 1      |
| Rapid Wien II               | 2016–17          | Osztrák Regionalliga | 23        | 0         | —     | —     | —          | —          | —     | —     | 23     | 0      |
| Rapid Wien II               | Összesen         | Összesen             | 43        | 1         | —     | —     | —          | —          | —     | —     | 43     | 1      |
| Rapid Wien                  | 2015–16          | O.Bundesliga         | 1         | 0         | —     | —     | —          | —          | —     | —     | 1      | 0      |
| Mezőkövesd                  | 2017–18          | NB I                 | 20        | 0         | 2     | 0     | —          | —          | —     | —     | 22     | 0      |
| Mezőkövesd                  | 2018–19          | NB I                 | 25        | 2         | 5     | 0     | —          | —          | —     | —     | 30     | 2      |
| Mezőkövesd                  | Összesen         | Összesen             | 45        | 2         | 7     | 0     | —          | —          | —     | —     | 52     | 2      |
| Apóllon Lemeszú             | 2019–20          | Ciprusi liga         | 14        | 0         | 3     | 0     | 7          | 2          | —     | —     | 24     | 2      |
| Apóllon Lemeszú             | 2020–21          | Ciprusi liga         | 16        | 2         | —     | —     | 3          | 1          | —     | —     | 19     | 3      |
| Apóllon Lemeszú             | Összesen         | Összesen             | 30        | 2         | 3     | 0     | 10         | 3          | —     | —     | 43     | 5      |
| Fenerbahçe                  | 2020–21          | Süper Lig            | 21        | 3         | 1     | 0     | —          | —          | —     | —     | 22     | 3      |
| Fenerbahçe                  | 2021–22          | Süper Lig            | 31        | 1         | 2     | 0     | 10         | 0          | —     | —     | 43     | 1      |
| Fenerbahçe                  | 2022–23          | Süper Lig            | 32        | 2         | 6     | 0     | 14         | 1          | —     | —     | 52     | 3      |
| Fenerbahçe                  | Összesen         | Összesen             | 84        | 6         | 9     | 0     | 24         | 1          | —     | —     | 117    | 7      |
| Hoffenheim                  | 2023–24          | Bundesliga           | 4         | 0         | 1     | 0     | —          | —          | —     | —     | 5      | 0      |
| Hoffenheim                  | 2024–25          | Bundesliga           | 0         | 0         | 0     | 0     | —          | —          | —     | —     | 0      | 0      |
| Hoffenheim                  | Összesen         | Összesen             | 4         | 0         | 1     | 0     | —          | —          | —     | —     | 5      | 0      |
| Freiburg (kölcsönben)       | 2023–24          | Bundesliga           | 3         | 0         | —     | —     | —          | —          | 0     | 0     | 3      | 0      |
| Standard Liège (kölcsönben) | 2024–25          | Jupiler Pro League   | 5         | 0         | —     | —     | —          | —          | —     | —     | 5      | 0      |
| Kasımpaşa (kölcsönben)      | 2025–26          | Süper Lig            | 2         | 0         | —     | —     | —          | —          | —     | —     | 2      | 0      |
| Karrier összesen            | Karrier összesen | Karrier összesen     | 217       | 11        | 20    | 0     | 34         | 4          | —     | —     | 271    | 15     |

1. 1 2 3 4 5  Mérkőzése(i) az Európa Ligában
2. ↑  Mérkőzése(i) az UEFA Konferencia Ligában
3. ↑  Mérkőzése(i) a Bajnokok Ligájában

### A válogatottban
| Magyarország | Magyarország | Magyarország |
| Év           | Mérk.        | Gólok        |
| ------------ | ------------ | ------------ |
| 2019         | 1            | 0            |
| 2020         | 7            | 0            |
| 2021         | 15           | 0            |
| 2022         | 8            | 1            |
| 2023         | 10           | 0            |
| 2024         | 5            | 0            |
| 2025         | 1            | 0            |
| Összesen     | 47           | 1            |

### Mérkőzései a válogatottban
| Magyarország | Magyarország         | Magyarország                            | Magyarország  | Magyarország | Magyarország  | Magyarország    | Magyarország | Magyarország |
| #            | Dátum                | Helyszín                                | Hazai         | Eredmény     | Vendég        | Kiírás          | Gólok        | Esemény      |
| ------------ | -------------------- | --------------------------------------- | ------------- | ------------ | ------------- | --------------- | ------------ | ------------ |
| 1.           | 2019. november 15.   | Budapest, Puskás Aréna                  | Magyarország  | 1 – 2        | Uruguay       | barátságos      | -            | 72'          |
| 2.           | 2020. szeptember 3.  | Sivas, Sivas Arena                      | Törökország   | 0 – 1        | Magyarország  | Nemzetek Ligája | -            |              |
| 3.           | 2020. szeptember 6.  | Budapest, Puskás Aréna                  | Magyarország  | 2 – 3        | Oroszország   | Nemzetek Ligája | -            |              |
| 4.           | 2020. október 8.     | Szófia, Vaszil Levszki Nemzeti Stadion  | Bulgária      | 1 – 3        | Magyarország  | Eb-selejtező    | -            |              |
| 5.           | 2020. október 11.    | Belgrád, Rajko Mitić Stadion            | Szerbia       | 0 – 1        | Magyarország  | Nemzetek Ligája | -            | 73'          |
| 6.           | 2020. október 14.    | Moszkva, VTB Aréna                      | Oroszország   | 0 – 0        | Magyarország  | Nemzetek Ligája | -            | 87'          |
| 7.           | 2020. november 12.   | Budapest, Puskás Aréna                  | Magyarország  | 2 – 1        | Izland        | Eb-selejtező    | -            | 63'          |
| 8.           | 2020. november 18.   | Budapest, Puskás Aréna                  | Magyarország  | 2 – 0        | Törökország   | Nemzetek Ligája | -            |              |
| 9.           | 2021. március 25.    | Budapest, Puskás Aréna                  | Magyarország  | 3 – 3        | Lengyelország | vb-selejtező    | -            | 87'          |
| 10.          | 2021. március 28.    | Serravalle, Stadio Olimpico             | San Marino    | 0 – 3        | Magyarország  | vb-selejtező    | -            |              |
| 11.          | 2021. március 31.    | Andorra la Vella, Estadi Nacional       | Andorra       | 1 – 4        | Magyarország  | vb-selejtező    | -            |              |
| 12.          | 2021. június 4.      | Budapest, Szusza Ferenc Stadion         | Magyarország  | 1 – 0        | Ciprus        | barátságos      | -            |              |
| 13.          | 2021. június 8.      | Budapest, Szusza Ferenc Stadion         | Magyarország  | 0 – 0        | Írország      | barátságos      | -            | 72'          |
| 14.          | 2021. június 15.     | Budapest, Puskás Aréna                  | Magyarország  | 0 – 3        | Portugália    | Eb-csoportkör   | -            |              |
| 15.          | 2021. június 19.     | Budapest, Puskás Aréna                  | Magyarország  | 1 – 1        | Franciaország | Eb-csoportkör   | -            |              |
| 16.          | 2021. június 23.     | München, Allianz Arena                  | Németország   | 2 – 2        | Magyarország  | Eb-csoportkör   | -            |              |
| 17.          | 2021. szeptember 2.  | Budapest, Puskás Aréna                  | Magyarország  | 0 – 4        | Anglia        | vb-selejtező    | -            |              |
| 18.          | 2021. szeptember 5.  | Elbasan, Elbasan Aréna                  | Albánia       | 1 – 0        | Magyarország  | vb-selejtező    | -            |              |
| 19.          | 2021. szeptember 8.  | Budapest, Puskás Aréna                  | Magyarország  | 2 – 1        | Andorra       | vb-selejtező    | -            |              |
| 20.          | 2021. október 9.     | Budapest, Puskás Aréna                  | Magyarország  | 0 – 1        | Albánia       | vb-selejtező    | -            |              |
| 21.          | 2021. október 12.    | London, Wembley Stadion                 | Anglia        | 1 – 1        | Magyarország  | vb-selejtező    | -            |              |
| 22.          | 2021. november 12.   | Budapest, Puskás Aréna                  | Magyarország  | 4 – 0        | San Marino    | vb-selejtező    | -            |              |
| 23.          | 2021. november 15.   | Varsó, Nemzeti Stadion                  | Lengyelország | 1 – 2        | Magyarország  | vb-selejtező    | -            | 64'          |
| 24.          | 2022. június 4.      | Budapest, Puskás Aréna                  | Magyarország  | 1 – 0        | Anglia        | Nemzetek Ligája | -            | 88'          |
| 25.          | 2022. június 7.      | Cesena, Dino Manuzzi Stadion            | Olaszország   | 2 – 1        | Magyarország  | Nemzetek Ligája | -            |              |
| 26.          | 2022. június 11.     | Budapest, Puskás Aréna                  | Magyarország  | 1 – 1        | Németország   | Nemzetek Ligája | -            |              |
| 27.          | 2022. június 14.     | Wolverhampton, Molineux Stadion         | Anglia        | 0 – 4        | Magyarország  | Nemzetek Ligája | -            |              |
| 28.          | 2022. szeptember 23. | Lipcse, Red Bull Arena                  | Németország   | 0 – 1        | Magyarország  | Nemzetek Ligája | -            |              |
| 29.          | 2022. szeptember 26. | Budapest, Puskás Aréna                  | Magyarország  | 0 – 2        | Olaszország   | Nemzetek Ligája | -            |              |
| 30.          | 2022. november 17.   | Luxembourg, Stade de Luxembourg         | Luxemburg     | 2 – 2        | Magyarország  | barátságos      | 1            | 25'          |
| 31.          | 2022. november 20.   | Budapest, Puskás Aréna                  | Magyarország  | 2 – 1        | Görögország   | barátságos      | -            |              |
| 32.          | 2023. március 23.    | Budapest, Puskás Aréna                  | Magyarország  | 1 – 0        | Észtország    | barátságos      | -            |              |
| 33.          | 2023. március 27.    | Budapest, Puskás Aréna                  | Magyarország  | 3 – 0        | Bulgária      | Eb-selejtező    | -            |              |
| 34.          | 2023. június 17.     | Podgorica, Városi stadion               | Montenegró    | 0 – 0        | Magyarország  | Eb-selejtező    | -            |              |
| 35.          | 2023. június 20.     | Budapest, Puskás Aréna                  | Magyarország  | 2 – 0        | Litvánia      | Eb-selejtező    | -            |              |
| 36.          | 2023. szeptember 7.  | Belgrád, Rajko Mitić Stadion            | Szerbia       | 1 – 2        | Magyarország  | Eb-selejtező    | -            | 89'          |
| 37.          | 2023. szeptember 10. | Budapest, Puskás Aréna                  | Magyarország  | 1 – 1        | Csehország    | barátságos      | -            |              |
| 38.          | 2023. október 14.    | Budapest, Puskás Aréna                  | Magyarország  | 2 – 1        | Szerbia       | Eb-selejtező    | -            |              |
| 39.          | 2023. október 17.    | Kaunas, S. Darius és S. Girėnas Stadion | Litvánia      | 2 – 2        | Magyarország  | Eb-selejtező    | -            |              |
| 40.          | 2023. november 16.   | Szófia, Vaszil Levszki Nemzeti Stadion  | Bulgária      | 2 – 2        | Magyarország  | Eb-selejtező    | -            |              |
| 41.          | 2023. november 19.   | Budapest, Puskás Aréna                  | Magyarország  | 3 – 1        | Montenegró    | Eb-selejtező    | -            |              |
| 42.          | 2024. március 22.    | Budapest, Puskás Aréna                  | Magyarország  | 1 – 0        | Törökország   | barátságos      | -            |              |
| 43.          | 2024. március 26.    | Budapest, Puskás Aréna                  | Magyarország  | 2 – 0        | Koszovó       | barátságos      | -            |              |
| 44.          | 2024. június 8.      | Debrecen, Nagyerdei stadion             | Magyarország  | 3 – 0        | Izrael        | barátságos      | -            |              |
| 45.          | 2024. június 15.     | Köln, RheinEnergieStadion (GER)         | Magyarország  | 1 – 3        | Svájc         | Eb-csoportkör   | -            | 69' 79'      |
| 46.          | 2024. június 23.     | Stuttgart, MHPArena (GER)               | Skócia        | 0 – 1        | Magyarország  | Eb-csoportkör   | -            | 74'          |
| 47.          | 2025. március 23.    | Budapest, Puskás Aréna                  | Magyarország  | 0 – 3        | Törökország   | Nemzetek Ligája | -            | 60' 87'      |
|              | Összesen             |                                         |               | 47           | mérkőzés      |                 | 1            | gól          |

## Sikerei, díjai

### Klubcsapatokban
Fenerbahçe
- Török bajnoki ezüstérmes: 2021–22, 2022–23
- Török bajnoki bronzérmes: 2020–21[55]
- Török kupagyőztes: 2022–23

### A válogatottban
- Magyarország:
  - Európa-bajnoki résztvevő (2021, 2024)